# Wallfahrtskirche Frauenstein
Die römisch-katholische Wallfahrtskirche Frauenstein ist eine oberösterreichische Wallfahrts- und Pfarrkirche unter dem Patrozinium Mariä Heimsuchung. Sie liegt im Mollner Ortsteil Ramsau, nahe Klaus, auf einem 502 Meter hohen Bergkegel. Besonders bekannt ist sie durch eine Gregor Erhart zugeschriebene Schutzmantelmadonna.

## Der Kirchenbau

### Geschichte

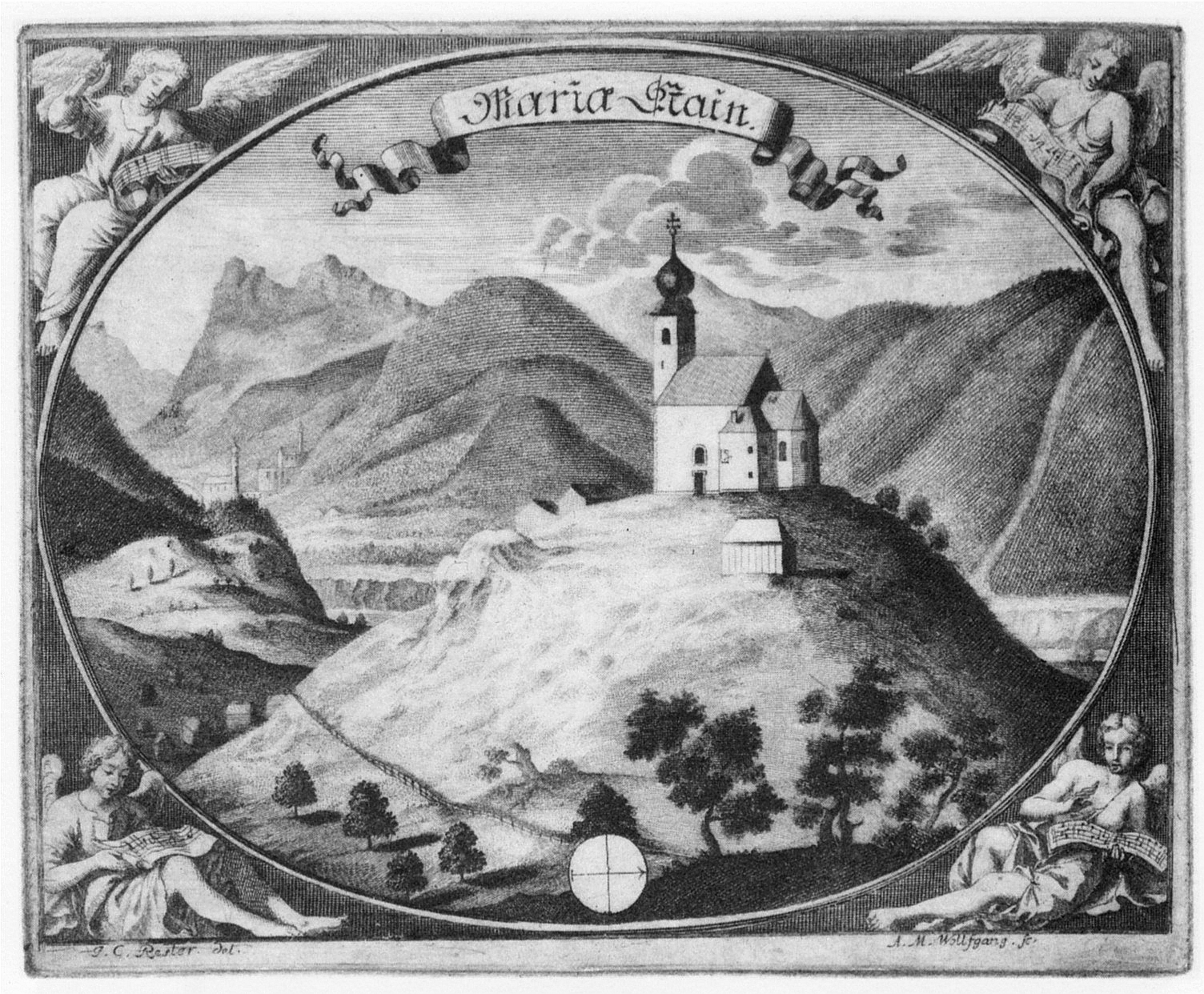
Kupferstich nach einer Zeichnung Johann Karl von Reslfelds (1696)

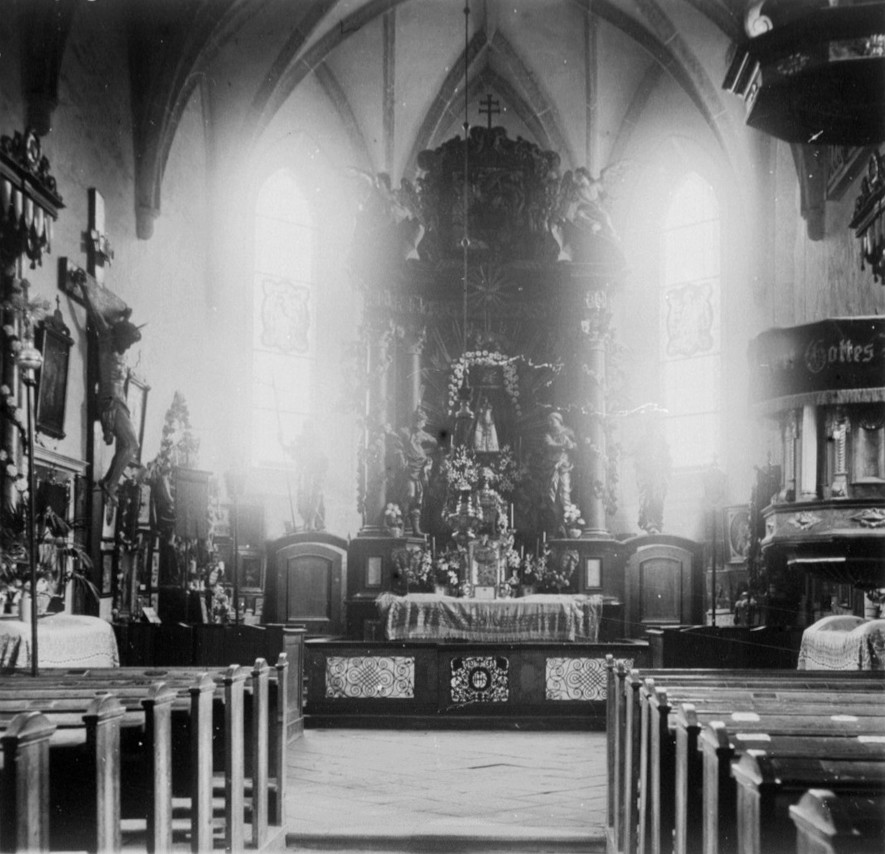
Aufnahme von vor 1913 mit Blick nach Osten zum Hochaltar mit dem alten Gnadenbild

Über einen Vorgängerbau ist nichts Gesichertes bekannt. Der Burgenkundler Norbert Grabherr schreibt im Handbuch der Wehranlagen und Herrensitze Oberösterreich unter dem Eintrag „Ortsgemeinde Molln: Frauenstein“, dass am Berg noch deutlich Wälle erkennbar seien und: […] Hoheneck schreibt, daß hier eine Burg namens „Steyrstein“ gewesen sei. 1300 Steyrstain […] Überreste einer Burganlage lassen sich dennoch nicht verifizieren. Eine 1394 erfolgte Stiftung Georg von Wallsees an das Kloster Schlierbach, von der Veste Frawenstein, (erwähnt im selben Eintrag) bezieht sich nach Christian K. Steingruber auf die Burg Freyenstein in Niederösterreich, die sich im Pfandbesitz der Wallseer befand.
Das Gotteshaus wurde 1488 als Capell am Stain erstmals geweiht. Die Kosten für Bauarbeiten und Ausstattung übernahm eine Bruderschaft zu unserer lieben Frau Capell am Stain der Pfarre Molln, zu der die Kirche damals gehörte. Nach Aufzeichnungen im ehemaligen Stiftsarchiv Garsten (Landesarchiv Linz) erhielt jeder Gläubige, der das Gotteshaus zu Hochfesten besuchte und dabei beichtete, einen Ablass. Ab 1498 sollte ein Drittel der Einkünfte an das Stift Garsten abgeführt werden. Die bald einsetzende Reformation und die Türkenkriege machten den Status von Frauenstein allerdings wieder zunichte. Erst ab 1615 unter dem Garstner Abt Anton II. Spindler konnte der Wiederaufbau der verfallenen Kirche beginnen. Der Name lautete erst Maria Stain, erst im 18. Jahrhundert setzte sich der Name Frauenstein durch. 1754 wurde Frauenstein ein eigenes Vikariat und 1823, nach der Aufhebung des Klosters Garsten 1787, eigene Pfarre.
Durch die Territorialreform der Diözese Linz ist Frauenstein seit dem 1. Jänner 2025 Pfarrteilgemeinde der Pfarre Steyrtal mit der Pfarrkirche Sierning.

### Architektur

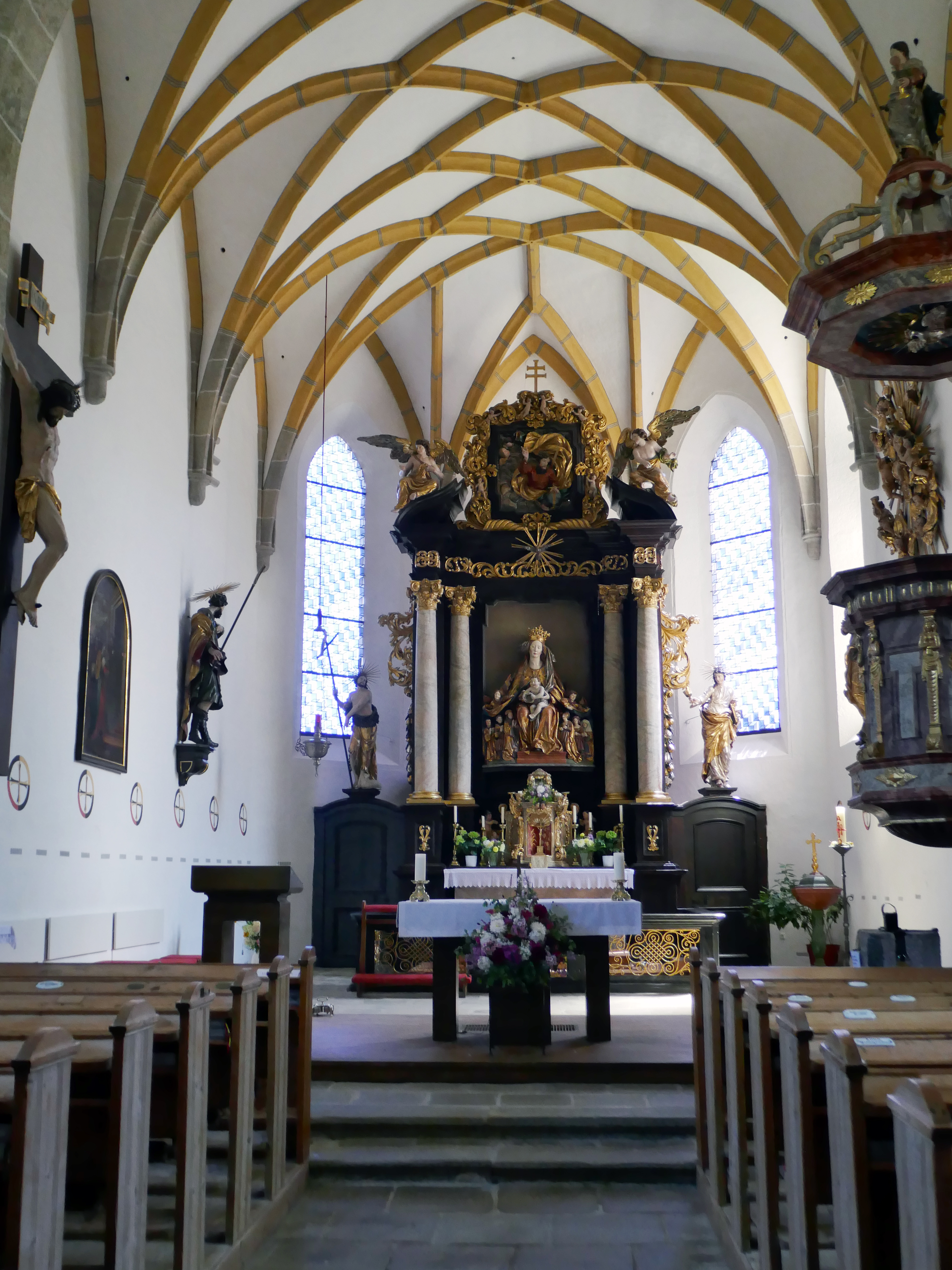
Aufnahme von 2024 mit Blick zur Schutzmantelmadonna

Die Kirche ist ein spätgotischer, später etwas barockisierter Bau aus Konglomeratgestein. Der Eingang ist westseitig im Turm: man durchquert das ehemalige Läuthaus und betritt durch ein gotisches Portal den Kirchenraum. Eine Empore auf hölzernen Stützen ist weit vorgezogen. Das Stuckgewölbe stammt aus dem Jahr 1657, etwa um gleiche Zeit wurde auch der Turm errichtet. Dieser trug einen barocken Helm, er hat erst seit 1880 die heutige Spitze.

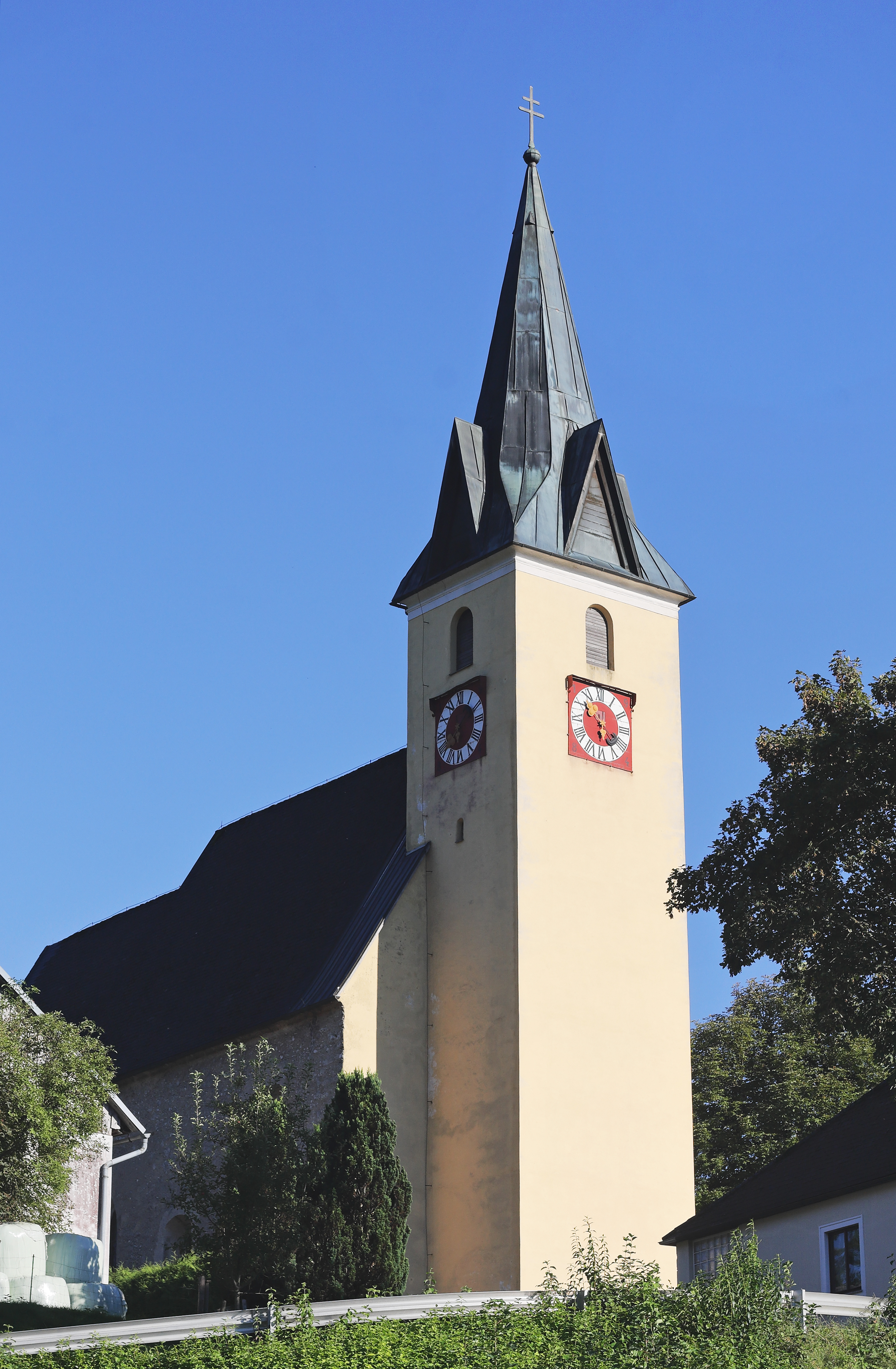
Der Turm
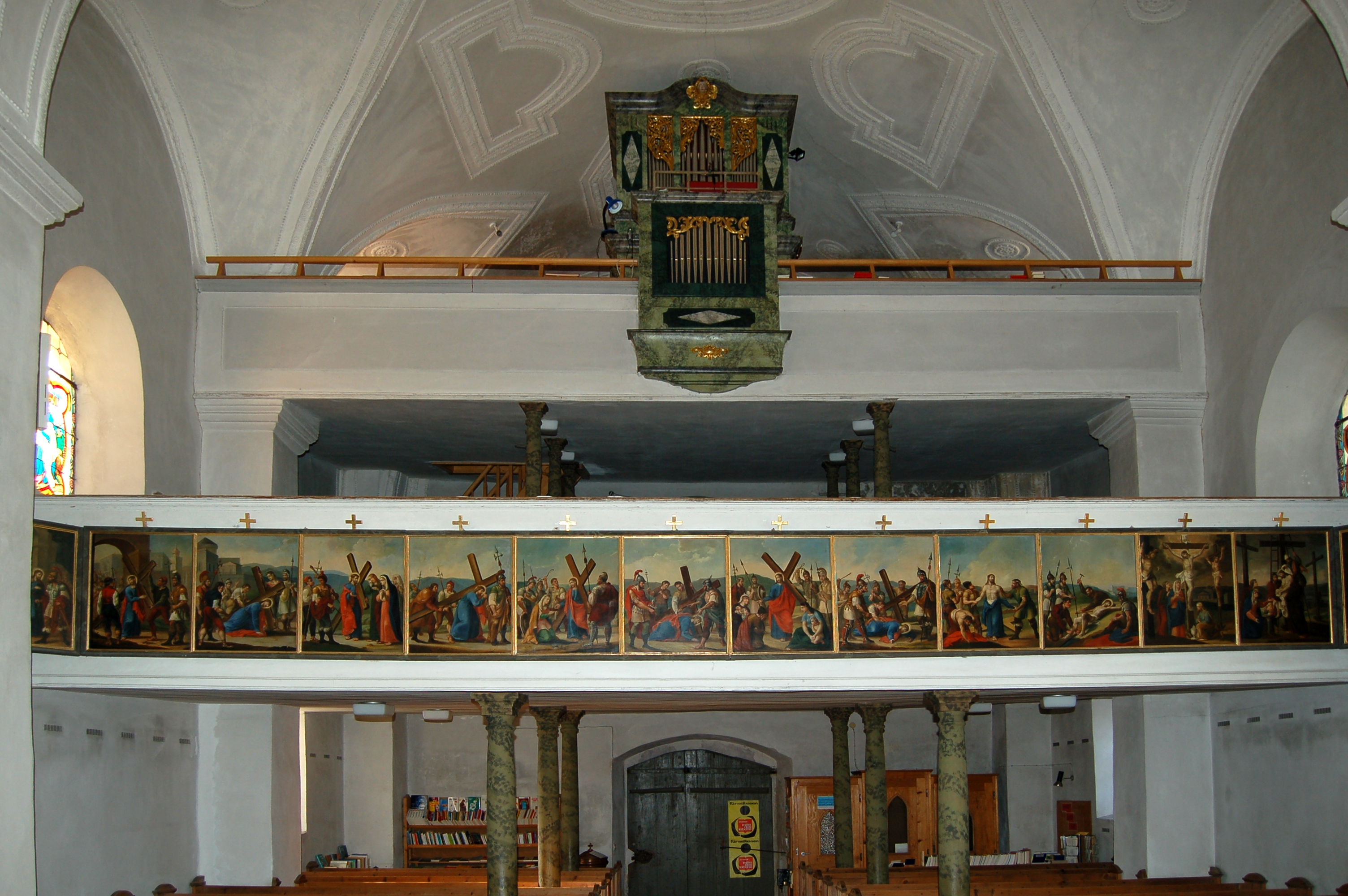
Empore mit Kreuzwegsbildern und Orgel

### Ausstattung
Die Orgel auf der Empore stammt aus der Mitte des 18. Jahrhunderts. Der Hochaltar in dem heute die Schutzmantelmadonna Gregor Erharts steht, ist ein Werk des Garstner Bildhauers Marian Rittinger von Ende des 17. Jahrhunderts. An der Südseite des Chores, neben der Kanzel ist das bis 1967 am Hochaltar verehrte Gnadenbild, eine 60 cm hohe Marienstatuette in barocker Fassung, angebracht. Das große Kruzifix an der Nordwand stammt von Hans Spindler (1625).

#### Schutzmantelmadonna

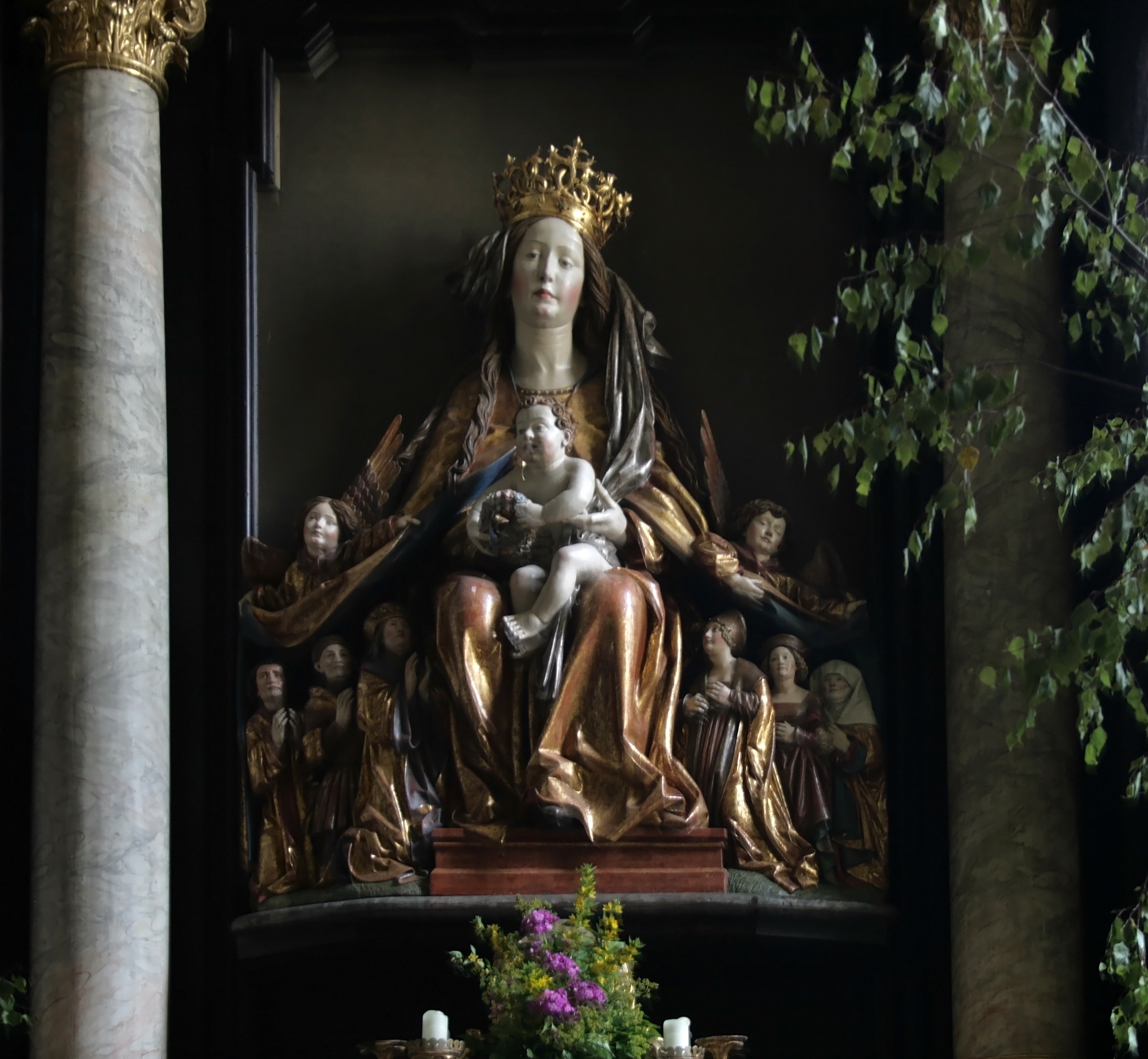
Schutzmantelmadonna mit dem Bildnis Kaiser Maximilians I.

Das bald nach 1510 geschaffene Werk wird Gregor Erhart von Ulm zugeschrieben, Stifter ist vermutlich Kaiser Maximilian I. Die Figur ist eine aus Lindenholz geschnitzte, erhöht sitzende spätgotische Schutzmantelmadonna mit Kind und zwei Engeln, unter deren Mantel weitere sechs Figuren knien. Das Kind im Mittelpunkt hält einen Kranz aus Rosen, vermutlich ein Bezug zum Rosenkranzgebet. Die deutlich erkennbare Dreieckskomposition verweist bereits auf die Renaissance.

## Friedhof
Am Friedhof hinter der Kirche befindet sich das Grab des deutschen Entertainers Hans-Joachim Kulenkampff. Die Beisetzung der Urne fand im August 1998 im kleinsten Familienkreis statt. Auch seine Frau Gertraud und der jung verstorbene Sohn Till (Burli) sind hier bestattet.

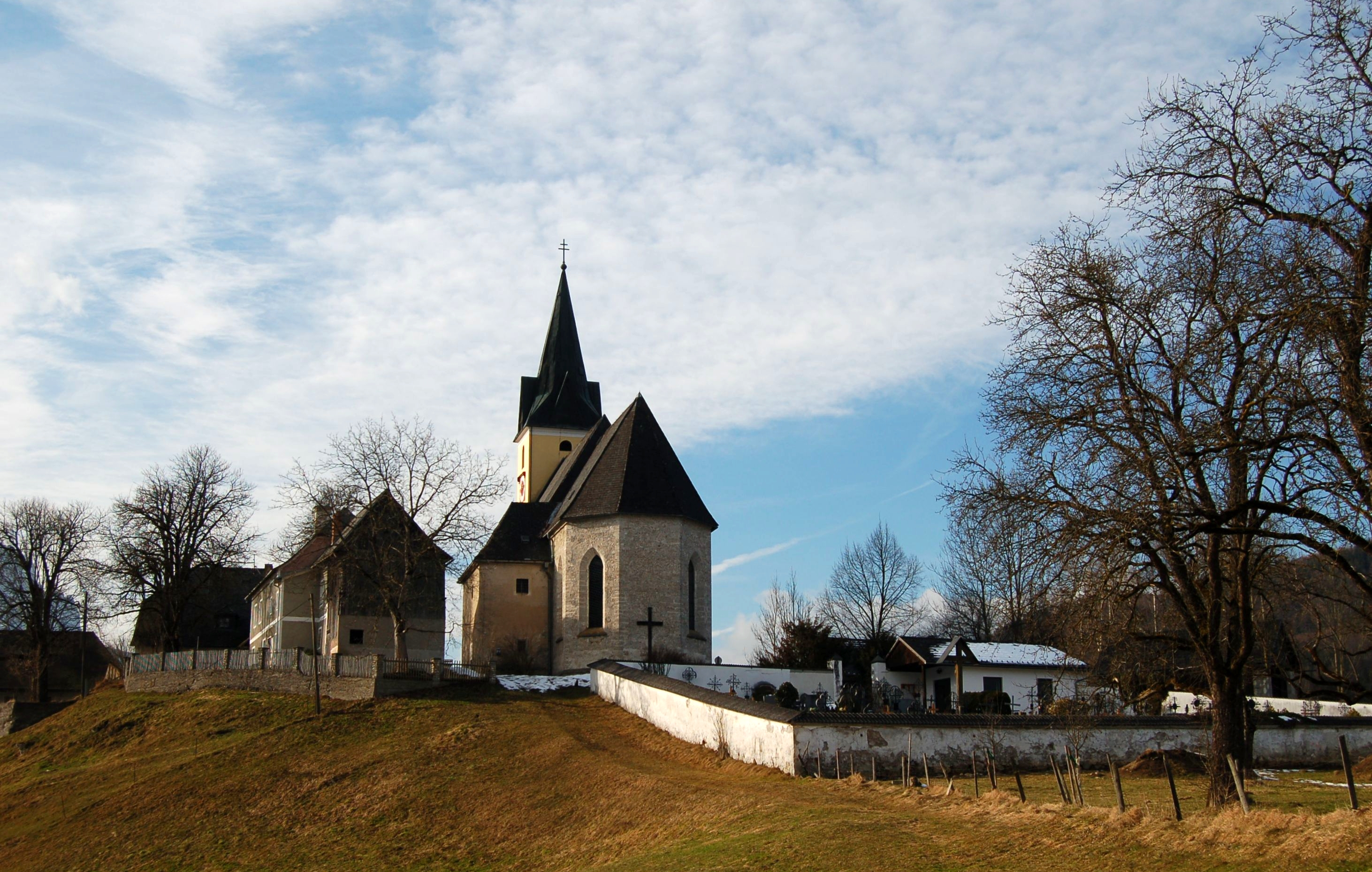
Kirche und Friedhof
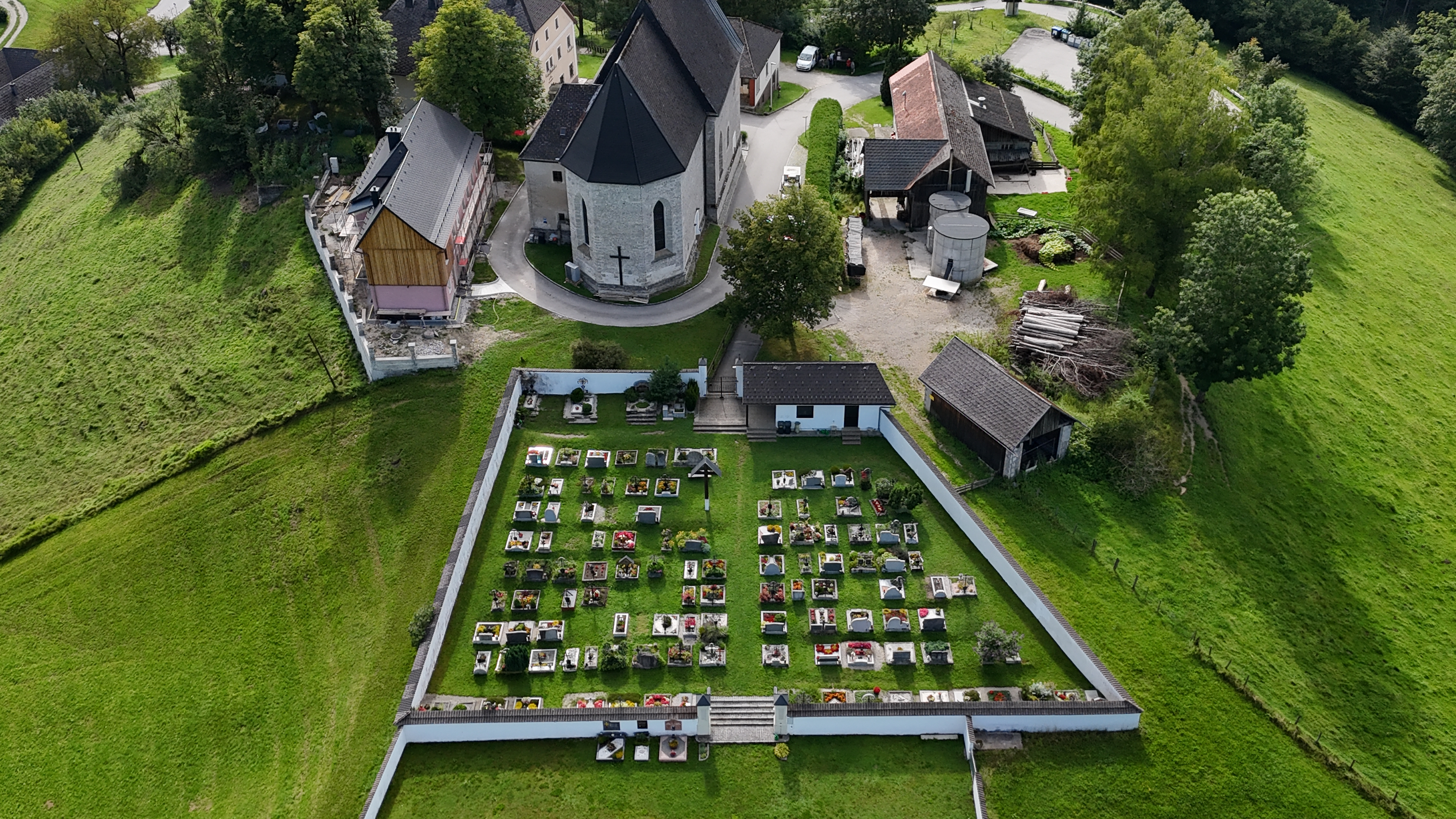
Drohnenaufnahme des Friedhofs (2024)
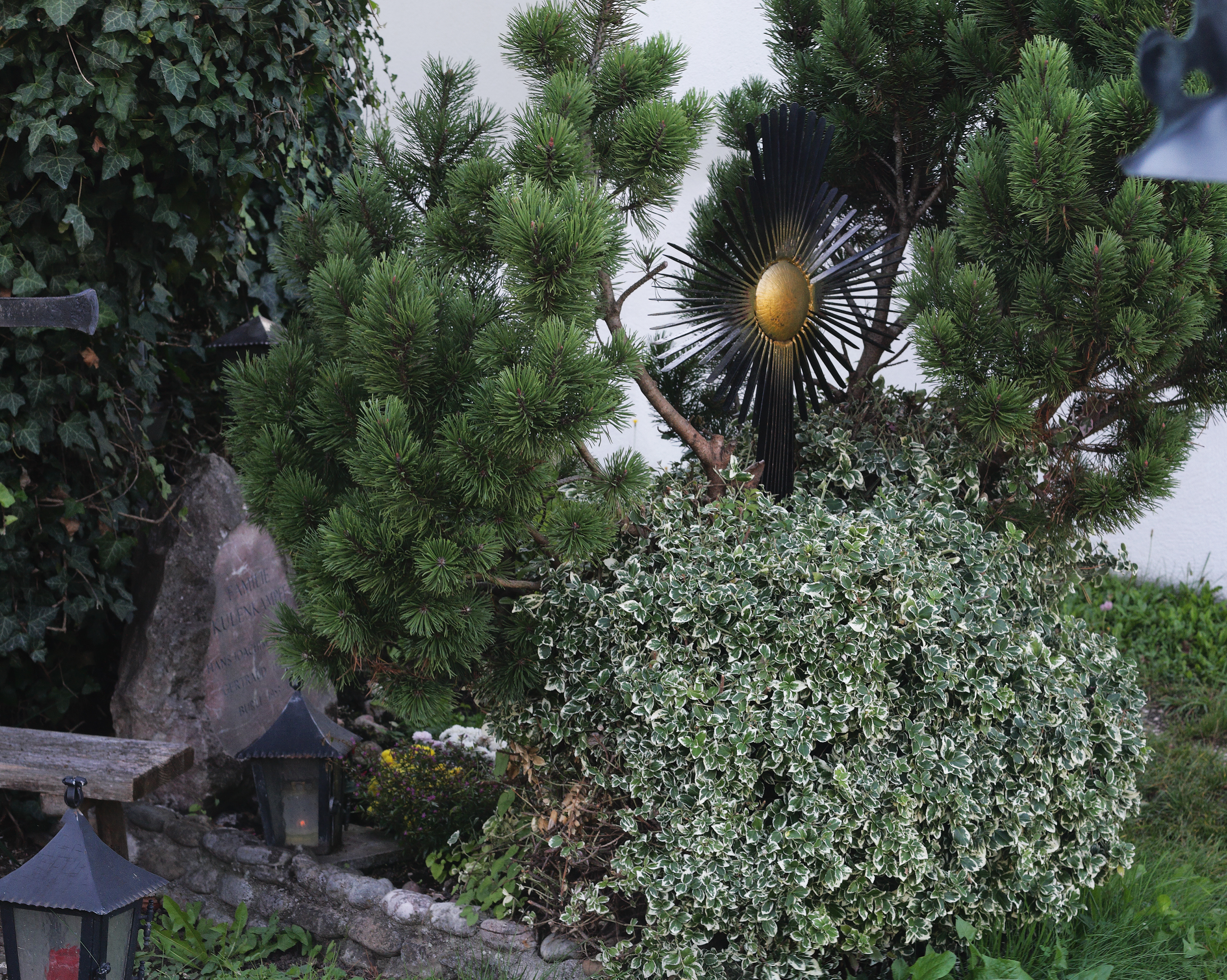
Familiengrab Kulenkampff
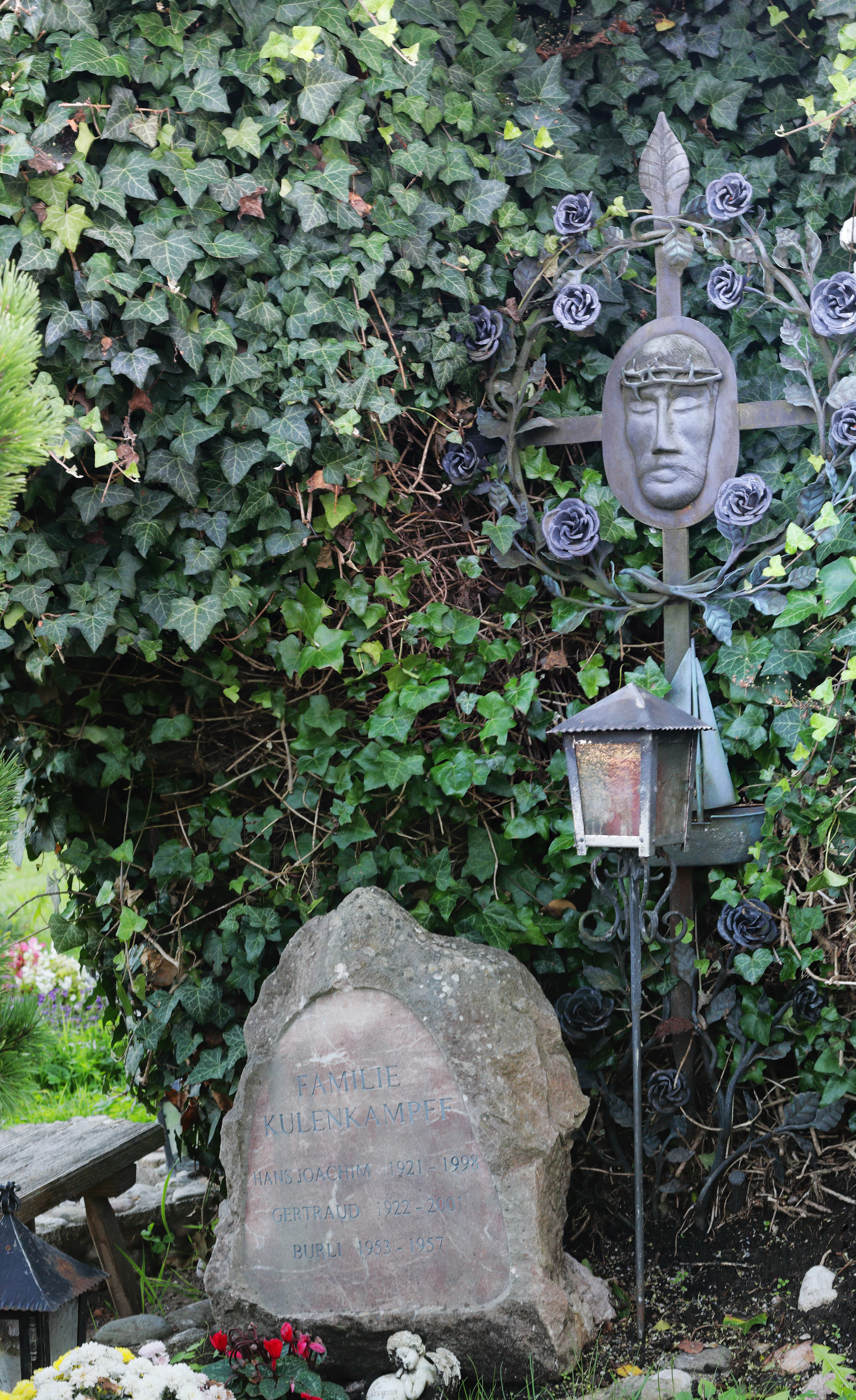
Familiengrab Kulenkampff mit Grabkreuz